# Castanea crenata
Castanea crenata är en bokväxtart som beskrevs av Philipp Franz von Siebold och Joseph Gerhard Zuccarini. Castanea crenata ingår i släktet kastanjer och familjen bokväxter. Inga underarter finns listade.
Det svenska trivialnamnet japansk kastanj används för arten.
Arten förekommer i Japan, på Koreahalvön och på flera mindre tillhörande öar. Denna kastanj ingår i olika slags skogar. Den är känslig för skugga och den hittas därför oftast vid skogsgläntor, längs vägar eller som enskilt träd på öppna ställen. När människan skapar öppnare skogar gynnas Castanea crenata. Arten kan uthärda torka, höga temperaturer och regnrika tider. På Koreahalvön blommar trädet under juni. Artens frön sprids främst av gnagare och andra små däggdjur.
Trädets trä används bland annat som trägolv, för konsthantverket eller som förpackning. Som hos flera andra släktmedlemmar kan kastanjerna (nötterna) ätas. Castanea crenata är en vanlig prydnadsväxt i trädgårdar och stadsparker.
Arten drabbas inte av svampen Cryphonectria parasitica som angriper olika andra släktmedlemmar. För beståndet är inga hot kända. IUCN listar arten som livskraftig (LC).

## Bildgalleri

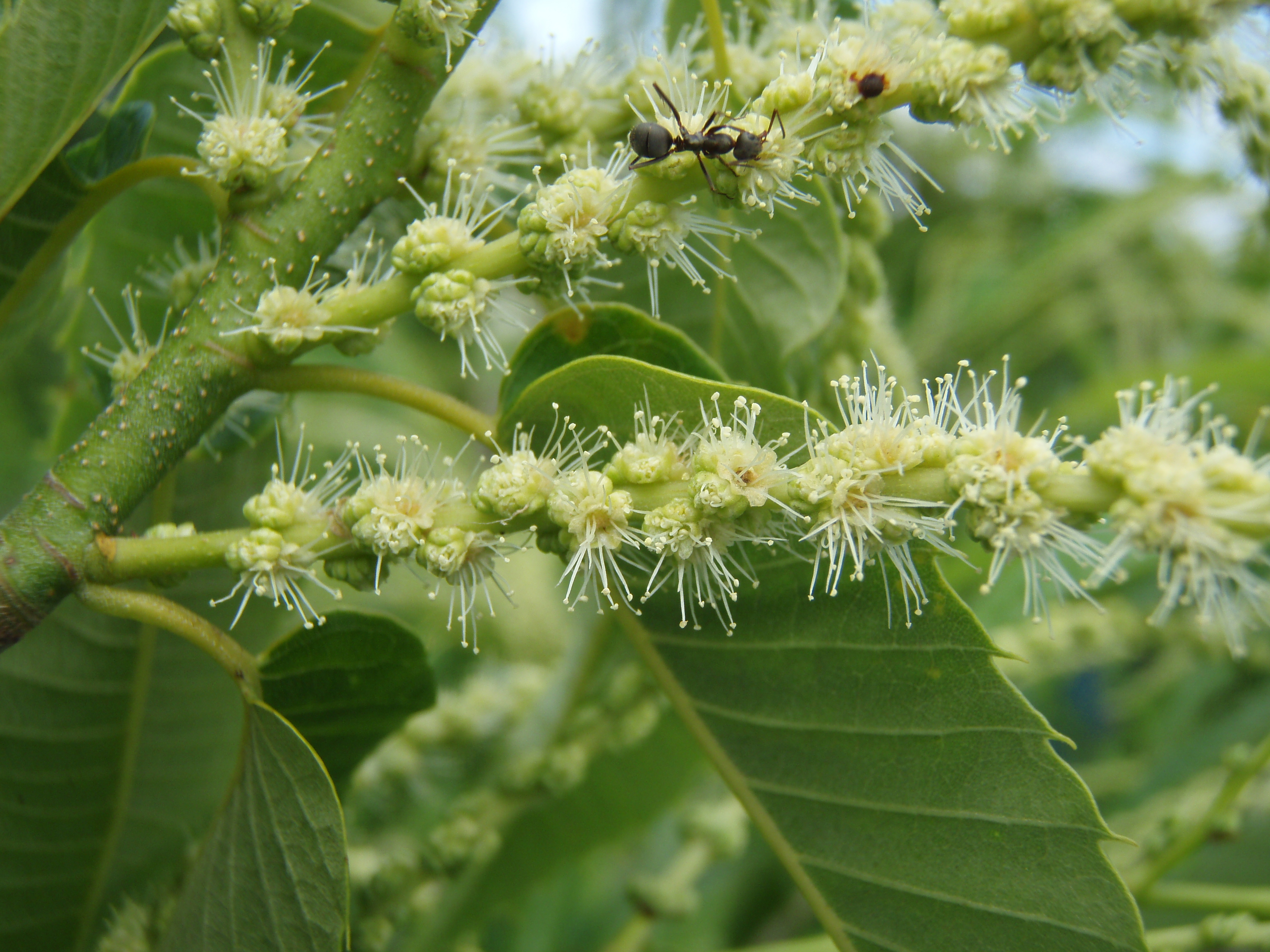
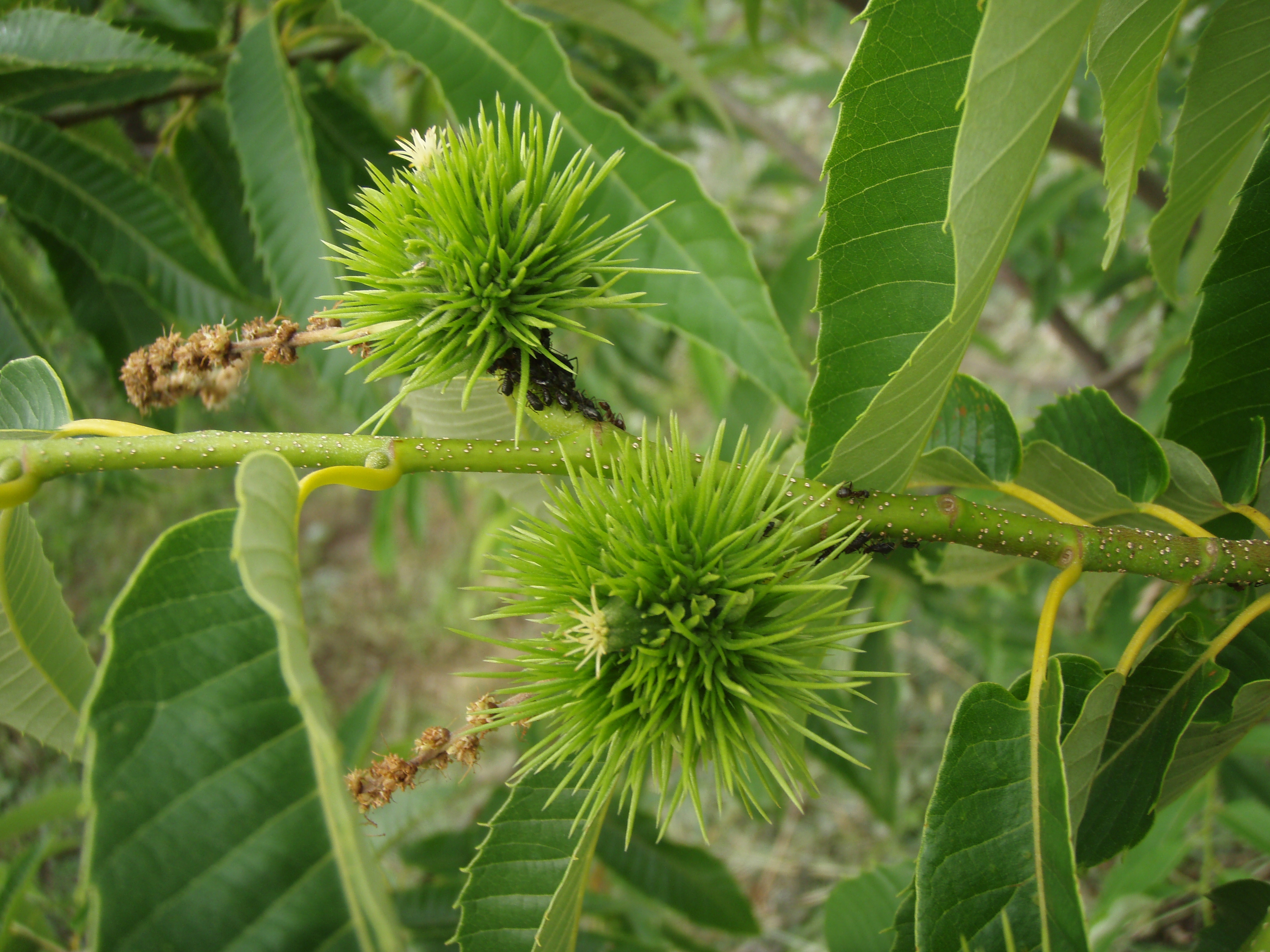
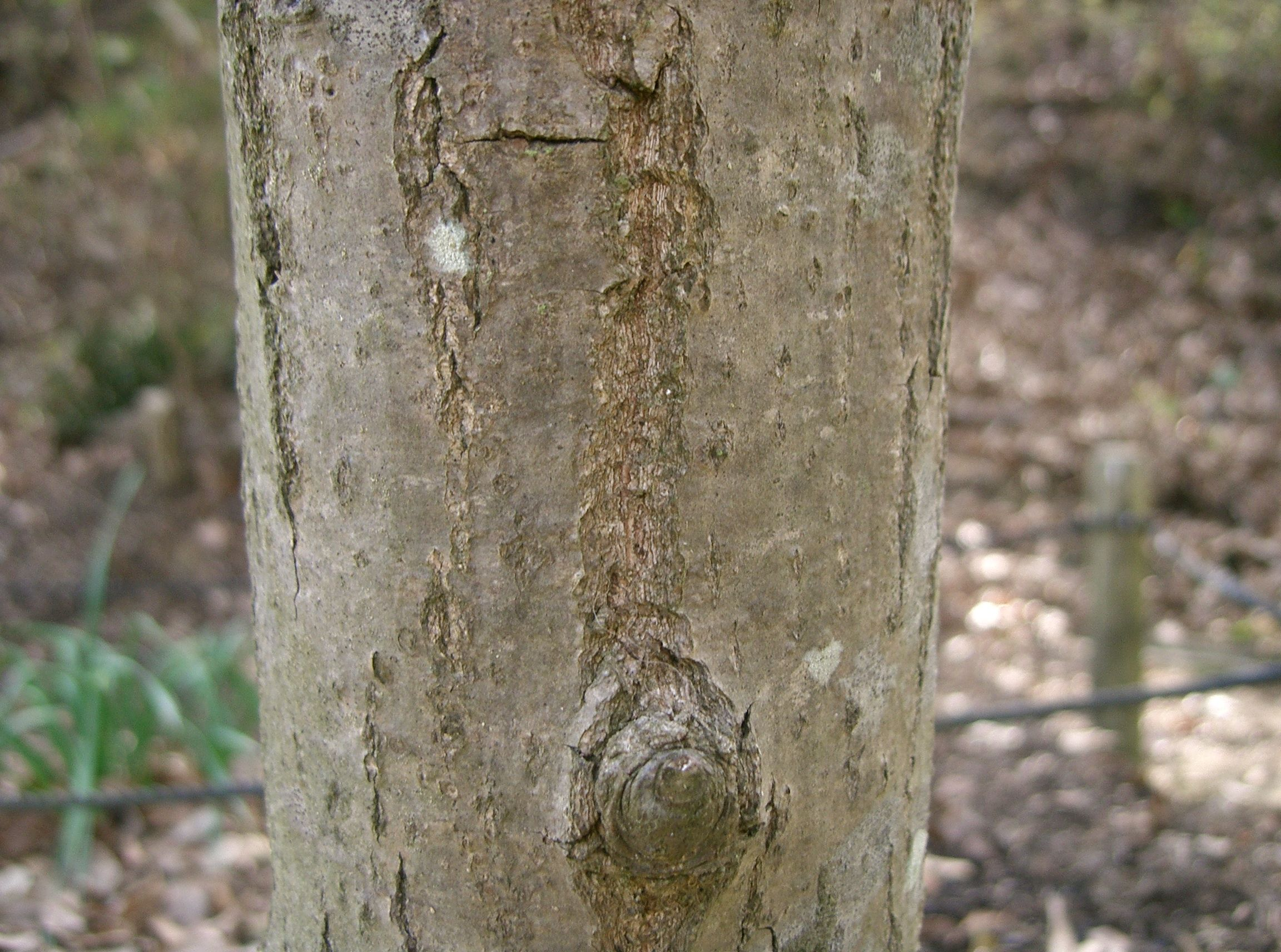
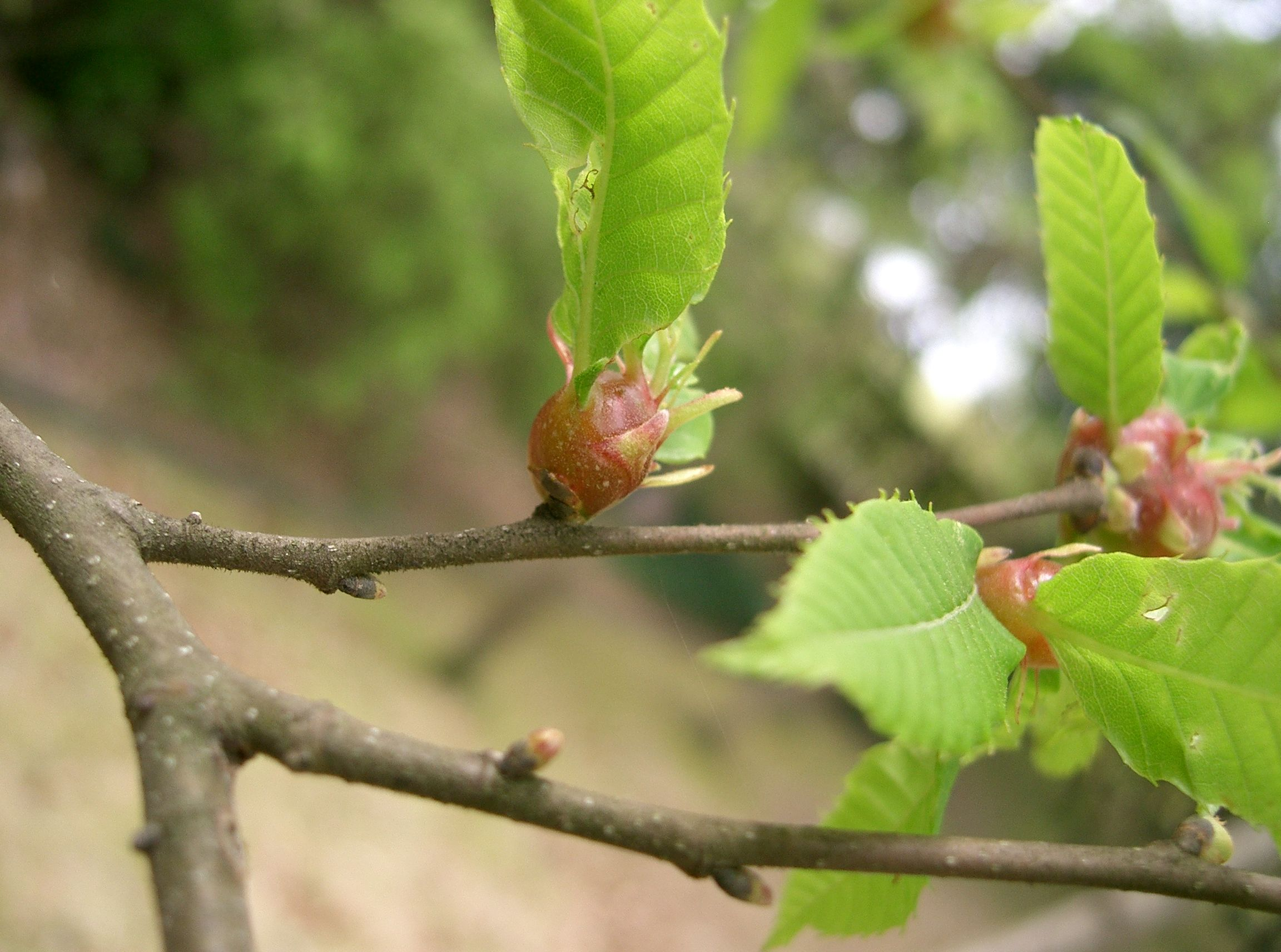
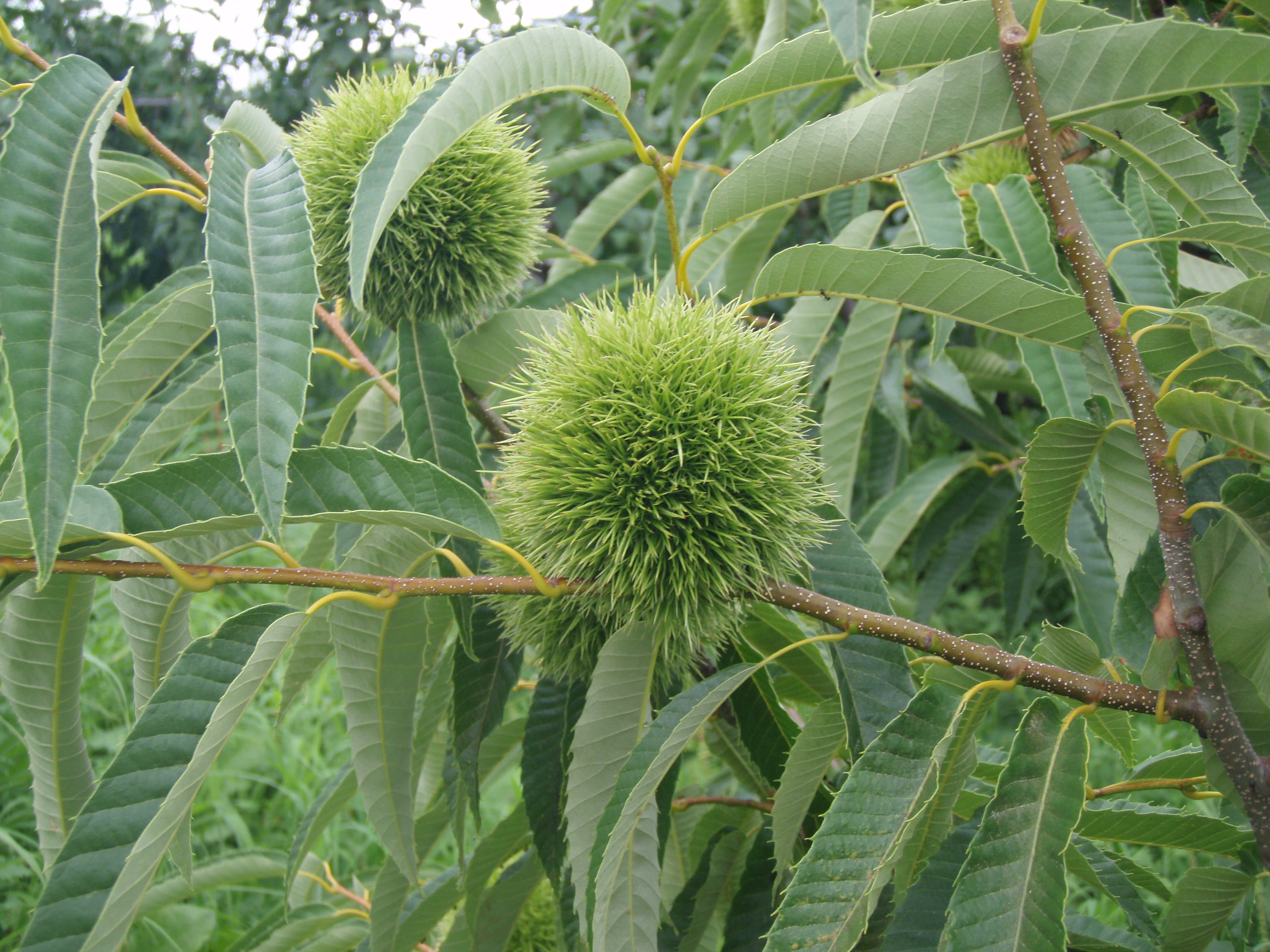
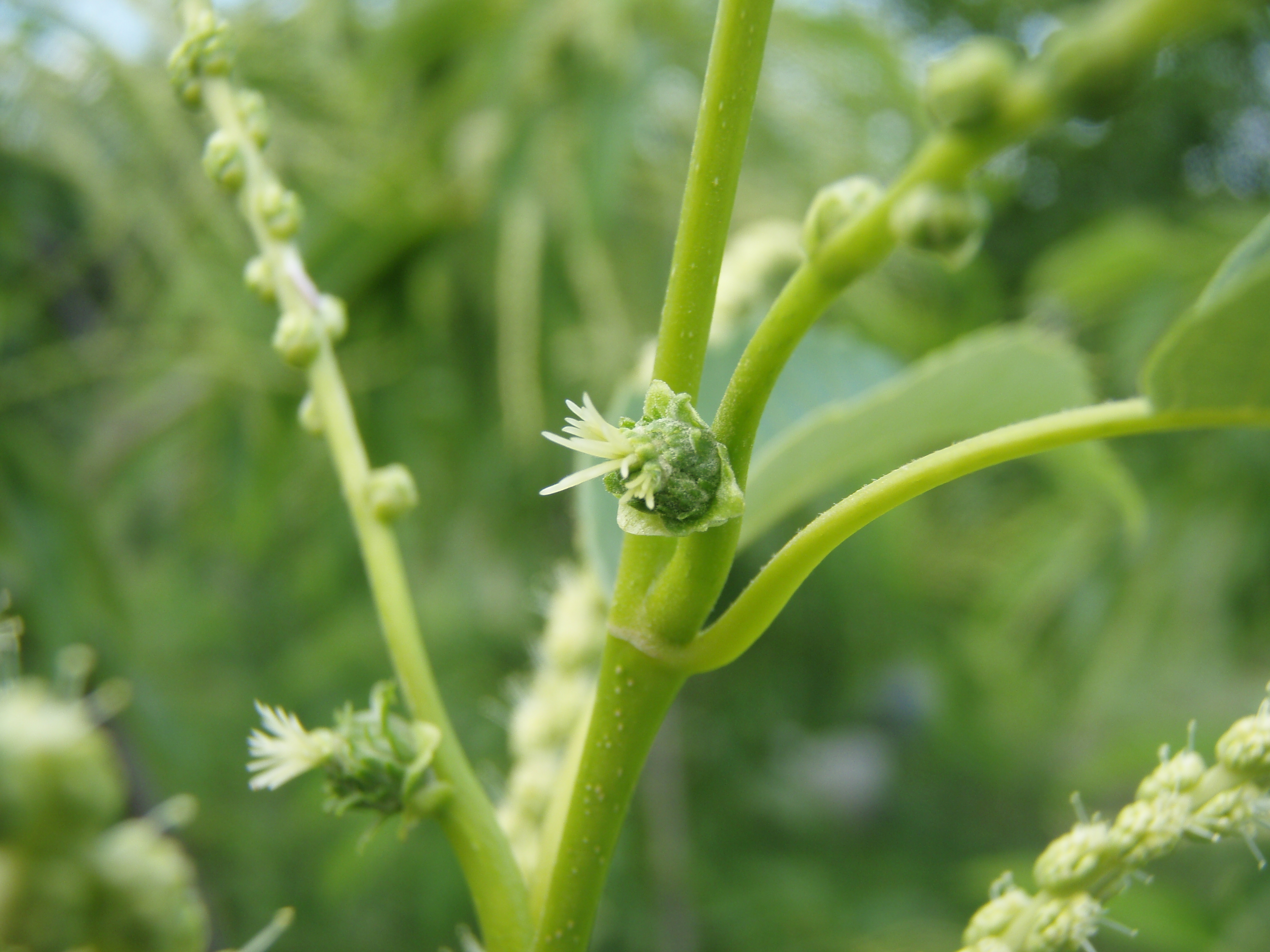